# ألكسندر إم. فيليبس
ألكسندر إم. فيليبس (بالإنجليزية: Alexander M. Phillips)‏ (1907، فيلادلفيا في الولايات المتحدة - 1991)؛ روائي أمريكي.